# 马恩河畔尚
马恩河畔尚（法語：Champs-sur-Marne，法語發音：[ʃɑ̃ syʁ maʁn] ⓘ），法国中北部城市，法兰西岛大区塞纳-马恩省的一个市镇，隶属于托尔西区，其市镇面积为7.35平方公里，2022年1月1日时人口数量为26,661人，在法国城市中排名第351位。
马恩河畔尚位于塞纳-马恩省西北部，马恩河左岸，西侧与塞纳-圣但尼省接壤，是马恩拉瓦莱新城的组成部分，笛卡尔园区位于其境内。

## 地名来源
“Champs”在现代法语中的含义为“田野、田场”（复数），该名称最初于公元7世纪被记载，其具体来源尚有待考证；“-sur-Marne”这一后缀自1962年起成为当地官方名称的一部分。
此外，因翻译标准不同，“Champs-sur-Marne”在中文谷歌地图及部分资料中又被译为田野马恩河。

## 历史

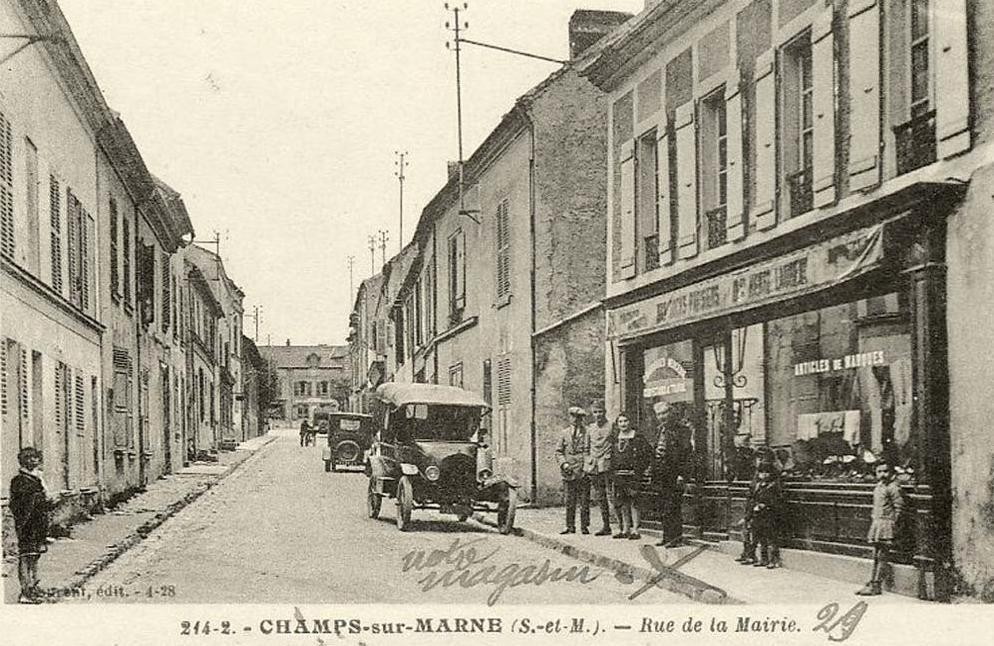
20世纪初的马恩河畔尚镇中心

马恩河畔尚的早期历史尚不清楚。根据当地官方网站的论述，马恩河畔尚早在新石器时期就已出现人类活动。高卢-罗马时期，马恩河上的一处浅滩成为连接两岸的通道。尚最初于公元7世纪被记载。公元11至12世纪间，马尔努（Malnoue，今埃姆兰维尔）发生洪水灾害，当地部分居民迁徙至尚并在此创建了一个堂区。中世纪末，尚境内修建了一处疗养院，当地领主还在此修建城堡。17世纪末，法兰西财务大臣拉图阿讷的夏尔·勒努阿尔在尚境内修建城堡，其逝世后又被布尔瓦莱的保罗·普瓦松继承，1715年路易十四逝世后，保罗·普瓦松将该城堡转增给了法兰西王室。法国大革命后，尚成为塞纳-马恩省的一个市镇，当地城堡一度被共和国派没收，后于1820年被莱维公爵购买。19世纪末，尚境内出现了一些工厂，当地建成了一处工人宿舍。1930年，尚境内兴建了第一所学校。直至二战结束，尚仍为一个仅两千余人口并以农业生产为主的普通聚落。20世纪60年代，马恩河畔尚所处的巴黎东部郊区被设为马恩拉瓦莱新城，当地由此启动大规模的基建工程，人口数量快速增加。途径马恩河畔尚的法兰西岛大区快铁A线于1980年建成。1983年，笛卡尔园区正式创立。自1985年起，马恩河畔尚成为同名县的县治。

## 地理

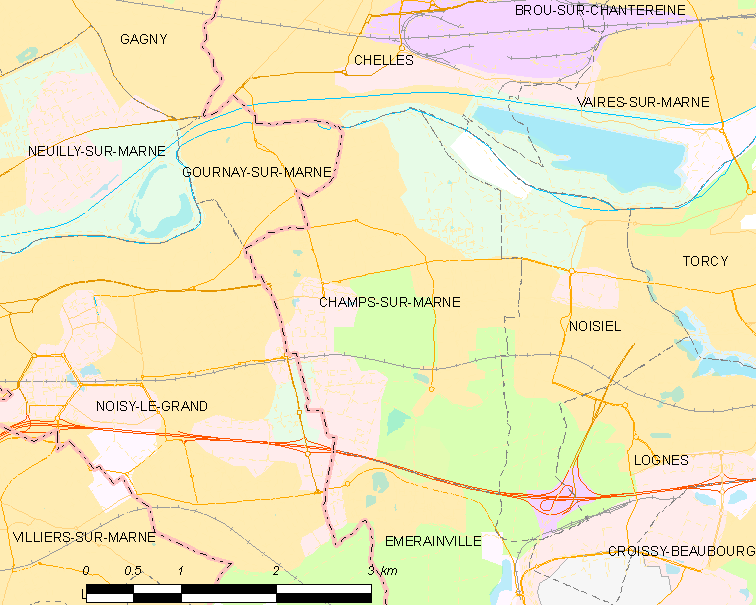
马恩河畔尚市镇范围地图

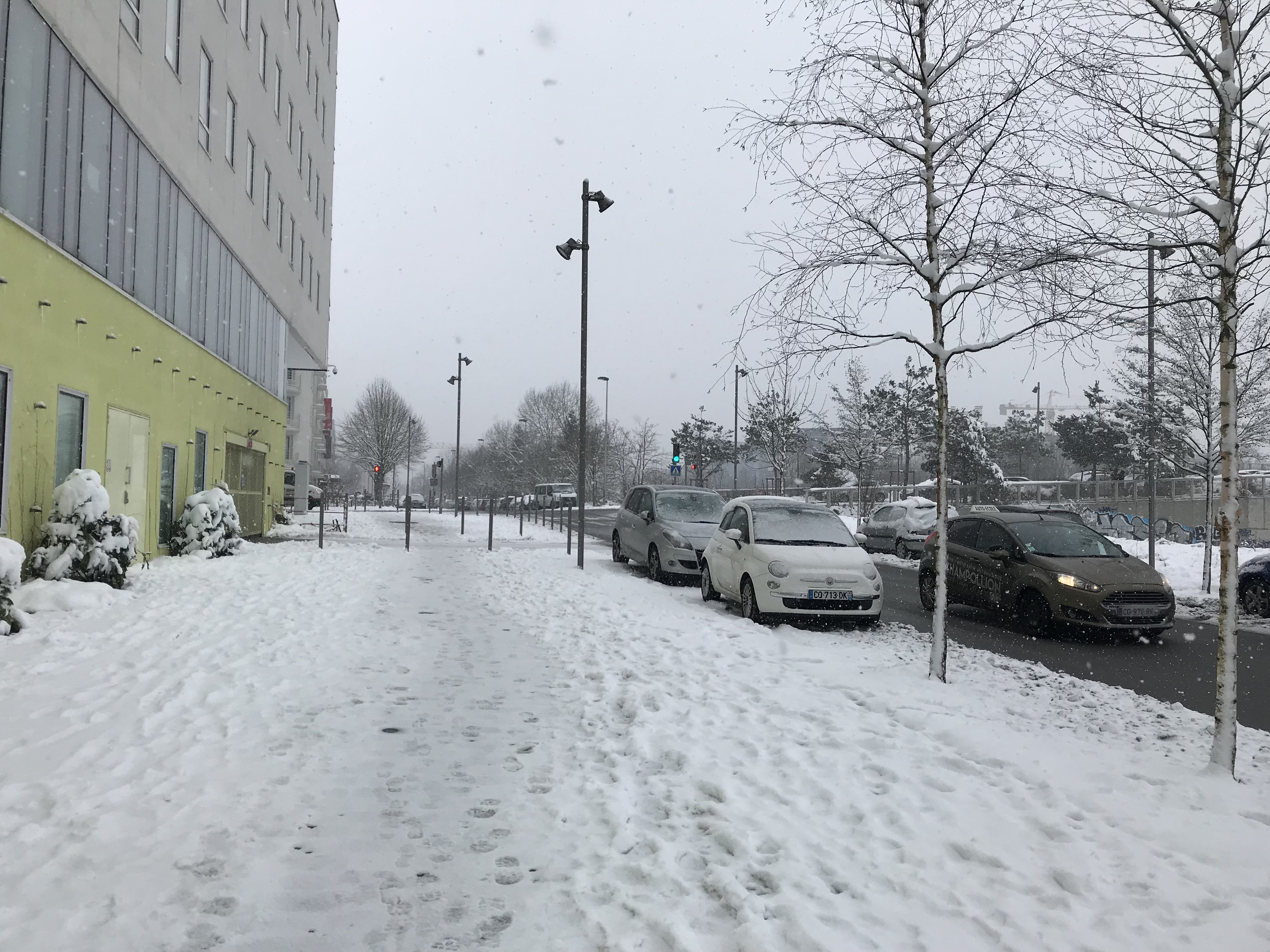
雪后笛卡尔园区附近的街道

马恩河畔尚位于法国中北部，法兰西岛大区中东部和塞纳-马恩省西北部，距离省会默伦大约38公里。与马恩河畔尚接壤的市镇包括：谢勒、马恩河畔古尔奈、努瓦谢勒、埃姆兰维尔和大努瓦西。

### 地形
马恩河畔尚位于巴黎盆地腹地，境内以平原为主，整体地势自北向南逐渐抬升，全境海拔在38到106米之间。

### 水文
马恩河自东向西流经马恩河畔尚市区北界，其左岸支流梅尔德罗溪自南向北流经镇中心，两河交汇处内侧有一处湖塘，其附近被开辟为休闲公园。

### 植被
马恩河畔尚属于温带阔叶混交林区，市区南部及东南部分别为格拉斯树林（Bois de Grâce）和格朗日树林（Bois de la Grange），马恩河畔及城堡附近则被开辟为大型绿地公园。
在鲜花城市的评比中，马恩河畔尚被评为3星级鲜花城市。

### 气候
马恩河畔尚在柯本气候分类法中属于温带海洋性气候（Cfb）。
距离马恩河畔尚最近的常年气象站位于托尔西境内，以下为该气象站的数据（其中日照数据取自勒布尔歇气象站）：
| 托尔西 1981年－2019年 | 托尔西 1981年－2019年 | 托尔西 1981年－2019年 | 托尔西 1981年－2019年 | 托尔西 1981年－2019年 | 托尔西 1981年－2019年 | 托尔西 1981年－2019年 | 托尔西 1981年－2019年 | 托尔西 1981年－2019年 | 托尔西 1981年－2019年 | 托尔西 1981年－2019年 | 托尔西 1981年－2019年 | 托尔西 1981年－2019年 | 托尔西 1981年－2019年 |
| 月份                  | 1月                   | 2月                   | 3月                   | 4月                   | 5月                   | 6月                   | 7月                   | 8月                   | 9月                   | 10月                  | 11月                  | 12月                  | 全年                  |
| --------------------- | --------------------- | --------------------- | --------------------- | --------------------- | --------------------- | --------------------- | --------------------- | --------------------- | --------------------- | --------------------- | --------------------- | --------------------- | --------------------- |
| 历史最高温 °C（°F）   | 17.3 (63.1)           | 19.1 (66.4)           | 23.8 (74.8)           | 28.8 (83.8)           | 31.6 (88.9)           | 36.6 (97.9)           | 38.5 (101.3)          | 39.7 (103.5)          | 32.8 (91.0)           | 28.7 (83.7)           | 21.9 (71.4)           | 17.8 (64.0)           | 39.7 (103.5)          |
| 平均高温 °C（°F）     | 7.2 (45.0)            | 8.9 (48.0)            | 12.4 (54.3)           | 15.8 (60.4)           | 19.6 (67.3)           | 23.1 (73.6)           | 25.3 (77.5)           | 25.2 (77.4)           | 21 (70)               | 16.6 (61.9)           | 10.7 (51.3)           | 7.2 (45.0)            | 16.1 (61.0)           |
| 日均气温 °C（°F）     | 4.5 (40.1)            | 5.6 (42.1)            | 8.2 (46.8)            | 10.9 (51.6)           | 14.7 (58.5)           | 17.8 (64.0)           | 19.9 (67.8)           | 19.7 (67.5)           | 16 (61)               | 12.6 (54.7)           | 7.8 (46.0)            | 4.8 (40.6)            | 11.9 (53.4)           |
| 平均低温 °C（°F）     | 1.9 (35.4)            | 2.3 (36.1)            | 4 (39)                | 6 (43)                | 9.7 (49.5)            | 12.5 (54.5)           | 14.5 (58.1)           | 14.1 (57.4)           | 11 (52)               | 8.5 (47.3)            | 4.8 (40.6)            | 2.4 (36.3)            | 7.6 (45.7)            |
| 历史最低温 °C（°F）   | −12.6 (9.3)           | −11.4 (11.5)          | −8.6 (16.5)           | −2.3 (27.9)           | 0.4 (32.7)            | 2.8 (37.0)            | 6.6 (43.9)            | 5.8 (42.4)            | 2 (36)                | −3.4 (25.9)           | −9.7 (14.5)           | −9.6 (14.7)           | −12.6 (9.3)           |
| 平均降水量 mm（）     | 57.6 (2.27)           | 55.6 (2.19)           | 54.5 (2.15)           | 56 (2.2)              | 63.7 (2.51)           | 48.7 (1.92)           | 61.3 (2.41)           | 72.1 (2.84)           | 54.7 (2.15)           | 63.7 (2.51)           | 61.5 (2.42)           | 71.8 (2.83)           | 721.2 (28.39)         |
| 月均日照時數          | 62                    | 75.1                  | 125                   | 165.8                 | 193.3                 | 206.9                 | 215.7                 | 206.2                 | 160.2                 | 111.2                 | 65.1                  | 50.8                  | 1,637.3               |
| 来源：infoclimat.fr   |                       |                       |                       |                       |                       |                       |                       |                       |                       |                       |                       |                       |                       |

## 行政区划
马恩河畔尚的市镇编号为77083，邮政编号为77420。
在行政管理方面，马恩河畔尚隶属于法国法兰西岛大区塞纳-马恩省托尔西区；在地方选举方面，马恩河畔尚是马恩河畔尚县的中央投票站所在地，其市镇范围全境被划入塞纳-马恩省第十选区；在社会管理方面，马恩河畔尚是巴黎-马恩拉瓦莱城市圈公共社区的组成部分。
截至2024年2月，马恩河畔尚与努瓦谢勒交界的莱德帕尔克吕扎尔（Les Deux Parc Luzard）街区为城市政策优先街区。
法国国家统计与经济研究所（简称）在进行数据统计时，将马恩河畔尚及相邻的另外428个市镇设为巴黎城市核心区（2020年扩充至431个），并将包括核心区在内的周边共1,794个市镇划为巴黎城市区。自2020年起，巴黎城市区被包含1,949个市镇的巴黎城市辐射区代替。此外，还将马恩河畔尚市镇分为了7个“块区”（IRIS），以便于统计人口分布情况。

## 交通

### 公路
A4高速公路经过马恩河畔尚市区南界，另有塞纳-马恩省省道D119线（快速公路）和D51线、D226线在马恩河畔尚境内交汇。马恩河畔尚境内的大部分道路已完成城市化改造，配有照明、排水、人行道等设施。
| 10 | 3.5 |

| N104 | 5 |

| 默伦 | 40 |

| 蓬托-孔博 | 10 |

| 谢勒 | 5 |

| 托尔西 | 4 |

| 巴黎 贝尔西门 | 19 |

| 大努瓦西 | 4 |

2020年，69%的马恩河畔尚家庭拥有至少一辆私人汽车。2021年，马恩河畔尚境内共发生各类交通事故14起，造成1人遇难，14人受伤，其中3人重伤。

### 铁路

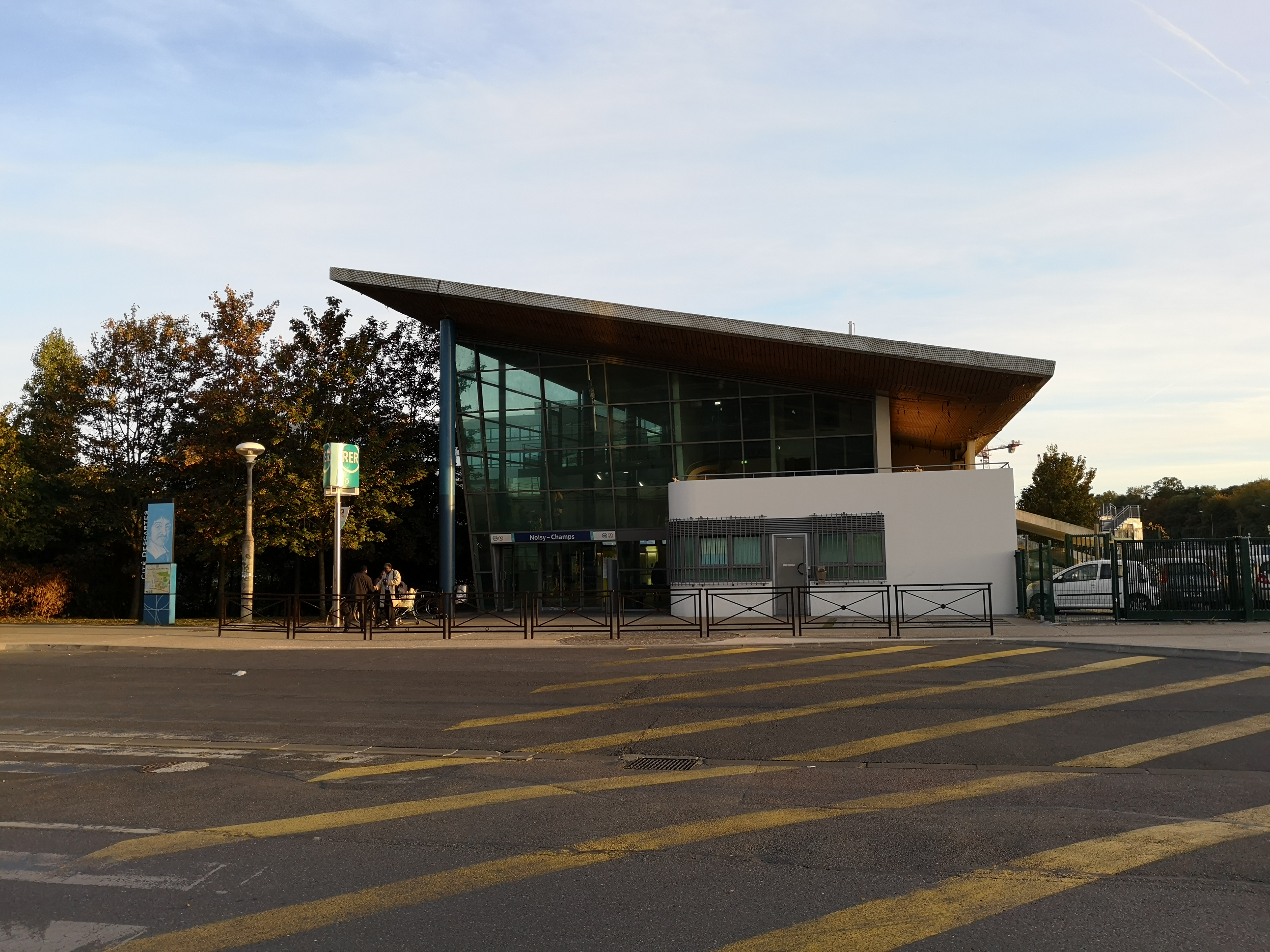
努瓦西-尚站马恩河畔尚一侧的站房

法兰西岛大区快铁A线横穿马恩河畔尚市区南部，并在和大努瓦西交汇处建有努瓦西-尚站，由此前往巴黎里昂车站大约需要20分钟。

### 航空
马恩河畔尚距离巴黎戴高乐机场和巴黎-奥利机场的公路里程分别大约32公里和29公里。

### 城市公共交通
法兰西岛大区快铁A线，巴黎公交212路、213路、220路、312路，马恩-塞纳公交20b线、20c线、100路及法兰西岛夜班车N34线和N130线经过马恩河畔尚。建设中的巴黎地铁15号线及规划中的巴黎地铁11号线东延线二期工程和巴黎地铁16号线将在努瓦西-尚站交汇。
| 马恩河畔尚境内的主要公共交通站点及停靠线路    | 马恩河畔尚境内的主要公共交通站点及停靠线路 | 马恩河畔尚境内的主要公共交通站点及停靠线路    | 马恩河畔尚境内的主要公共交通站点及停靠线路                |
| 站点                                          | 类型                                       | 经纬度                                        | 主要停靠线路                                              |
| --------------------------------------------- | ------------------------------------------ | --------------------------------------------- | --------------------------------------------------------- |
| 努瓦西-尚站 Noisy - Champs                    | 快铁站                                     | 48°50′35″N 2°34′56″E / 48.843012°N 2.582156°E | [T] · (A)                                                 |
| 努瓦西-尚-笛卡尔 Noisy - Champs Descartes RER | 公交首末车站                               | 48°50′37″N 2°34′57″E / 48.843535°N 2.582508°E | RATP 212 213 312 法兰西岛夜班车 N130                      |
| 大学生宿舍管理中心 C.R.O.U.S                  | 普通公交车站                               | 48°50′30″N 2°35′03″E / 48.841767°N 2.584035°E | RATP 212 213 312 马恩-塞纳公交 100                        |
| 建筑工程管理中心-马泰奥蒂 CSTB Matteotti      | 普通公交车站                               | 48°51′22″N 2°35′25″E / 48.856071°N 2.590148°E | RATP 220 马恩-塞纳公交 20B 法兰西岛夜班车 N34             |
| 马恩河畔尚市政府 Mairie de Champs             | 普通公交车站                               | 48°51′08″N 2°36′06″E / 48.852323°N 2.601553°E | RATP 220 312 马恩-塞纳公交 20B 20C 100 法兰西岛夜班车 N34 |
| 1.                                            |                                            |                                               |                                                           |

## 政治

### 市政内阁

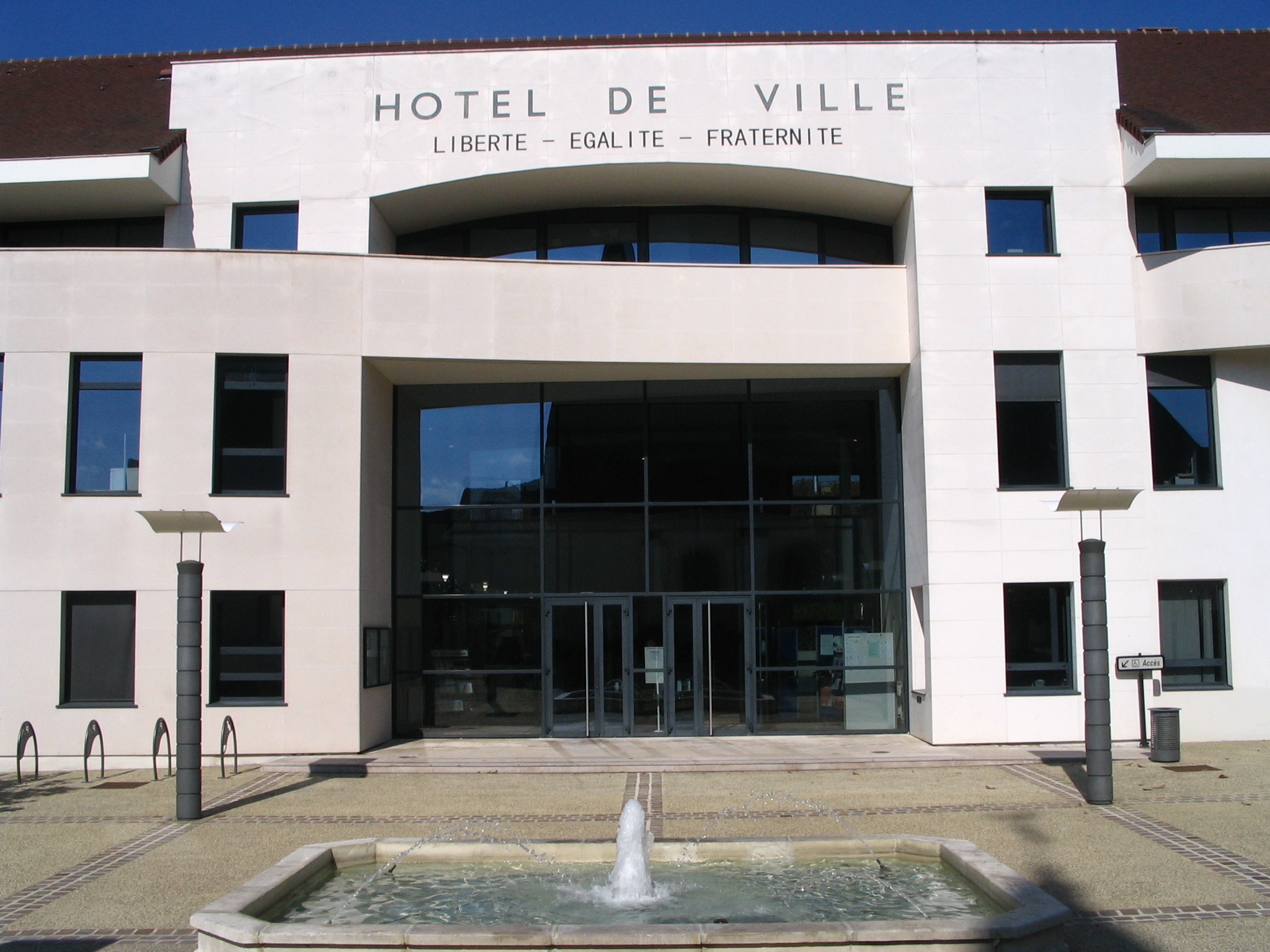
马恩河畔尚市政厅

马恩河畔尚的现任市长为莫·塔莱女士（Maud TALLET），她是一名左翼无党派人士，在2020年的市政选举中获得了46.88%的支持率。
| 马恩河畔尚历届市长 | 马恩河畔尚历届市长                   | 马恩河畔尚历届市长               |
| 任期               | 市长                                 | 党派                             |
| ------------------ | ------------------------------------ | -------------------------------- |
| 1944年－1945年     | Paul FAVIER 保罗·法维耶              | SFIO工人国际法国支部             |
| 1945年－1947年     | André DELATTRE 安德烈·德拉特尔       | PCF法国共产党                    |
| 1947年－1968年     | Olivier PAULAT 奥利维耶·波拉         | SFIO工人国际法国支部             |
| 1968年－1971年     | Marcel BEAUVIRONNET 马塞尔·博维罗内  | RAD激进党                        |
| 1971年－1977年     | Philippe MOLLE 菲利普·莫勒           | DVG左翼无党派人士                |
| 1977年－1994年     | Lionel HURTEBIZE 利奥内尔·于尔特比兹 | PCF法国共产党                    |
| 1994年－           | Maud TALLET 莫·塔莱                  | PCF法国共产党 →DVG左翼无党派人士 |

### 各级选举
| 马恩河畔尚历届投票选举结果 | 马恩河畔尚历届投票选举结果 | 马恩河畔尚历届投票选举结果 | 马恩河畔尚历届投票选举结果 | 马恩河畔尚历届投票选举结果 | 马恩河畔尚历届投票选举结果 | 马恩河畔尚历届投票选举结果 | 马恩河畔尚历届投票选举结果 | 马恩河畔尚历届投票选举结果 | 马恩河畔尚历届投票选举结果 |
| 选举项目                   | 选举范围                   | 选区单位                   | 选区单位内的选举结果       | 选区单位内的选举结果       | 选区单位内的选举结果       | 选区单位内的选举结果       | 选区单位内的选举结果       | 选区单位内的选举结果       | 参考资料                   |
| 选举项目                   | 选举范围                   | 选区单位                   | 第一轮胜出者               | 第一轮胜出者               | 支持率                     | 第二轮胜出者               | 第二轮胜出者               | 支持率                     | 参考资料                   |
| -------------------------- | -------------------------- | -------------------------- | -------------------------- | -------------------------- | -------------------------- | -------------------------- | -------------------------- | -------------------------- | -------------------------- |
| 2017年法國總統選舉         | 法國                       | 市镇                       |                            | 埃马纽埃尔·马克龙          | 27.77%                     |                            | 埃马纽埃尔·马克龙          | 77.97%                     | [ 26 ]                     |
| 2017年法国立法选举         | 塞纳-马恩省第十选区        | 市镇                       |                            | 斯泰法妮·杜                | 39.74%                     |                            | 斯泰法妮·杜                | 56.79%                     | [ 26 ]                     |
| 2019年欧洲议会选举         | 法國                       | 市镇                       |                            | 纳塔莉·卢瓦索              | 23.86%                     | （不适用）                 | （不适用）                 | （不适用）                 | [ 28 ]                     |
| 2021年法国省级选举         | 塞纳-马恩省                | 县                         |                            | 樊尚·埃布莱 朱莉·戈贝尔    | 42.19%                     |                            | 樊尚·埃布莱 朱莉·戈贝尔    | 63.25%                     | [ 29 ]                     |
| 2021年法国省级选举         | 塞纳-马恩省                | 市镇                       |                            | 樊尚·埃布莱 朱莉·戈贝尔    | 31.68%                     |                            | 樊尚·埃布莱 朱莉·戈贝尔    | 57.45%                     | [ 29 ]                     |
| 2021年法国大区选举         | 法蘭西島大區               | 市镇                       |                            | 瓦莱丽·佩克雷斯            | 24.34%                     |                            | 朱利安·巴尤                | 39.98%                     | [ 30 ]                     |
| 2022年法国总统选举         | 法國                       | 市镇                       |                            | 让-吕克·梅朗雄             | 36.98%                     |                            | 埃马纽埃尔·马克龙          | 71.72%                     | [ 26 ]                     |
| 2022年法国立法选举         | 塞纳-马恩省第十选区        | 市镇                       |                            | 马克西姆·莱斯内            | 39.92%                     |                            | 马克西姆·莱斯内            | 56.09%                     | [ 26 ]                     |

## 人口
2021年，马恩河畔尚市镇人口数量为25,695，在法国排名第351位。其中男性12,206人，女性13,024人，75岁及以上人口占3.5%，外籍人口数量为3,375人，人口密度为3,496人/平方公里，当地居民男性居民被称为Campésiens或Champesois，女性居民被称为Campésiennes或Champesoises。2022年，马恩河畔尚境内出生327人，死亡人口113人。
| 马恩河畔尚1901年－2021年人口变化情况 |
|                                      |
| 数据来源：Cassini、INSEE             |

## 经济

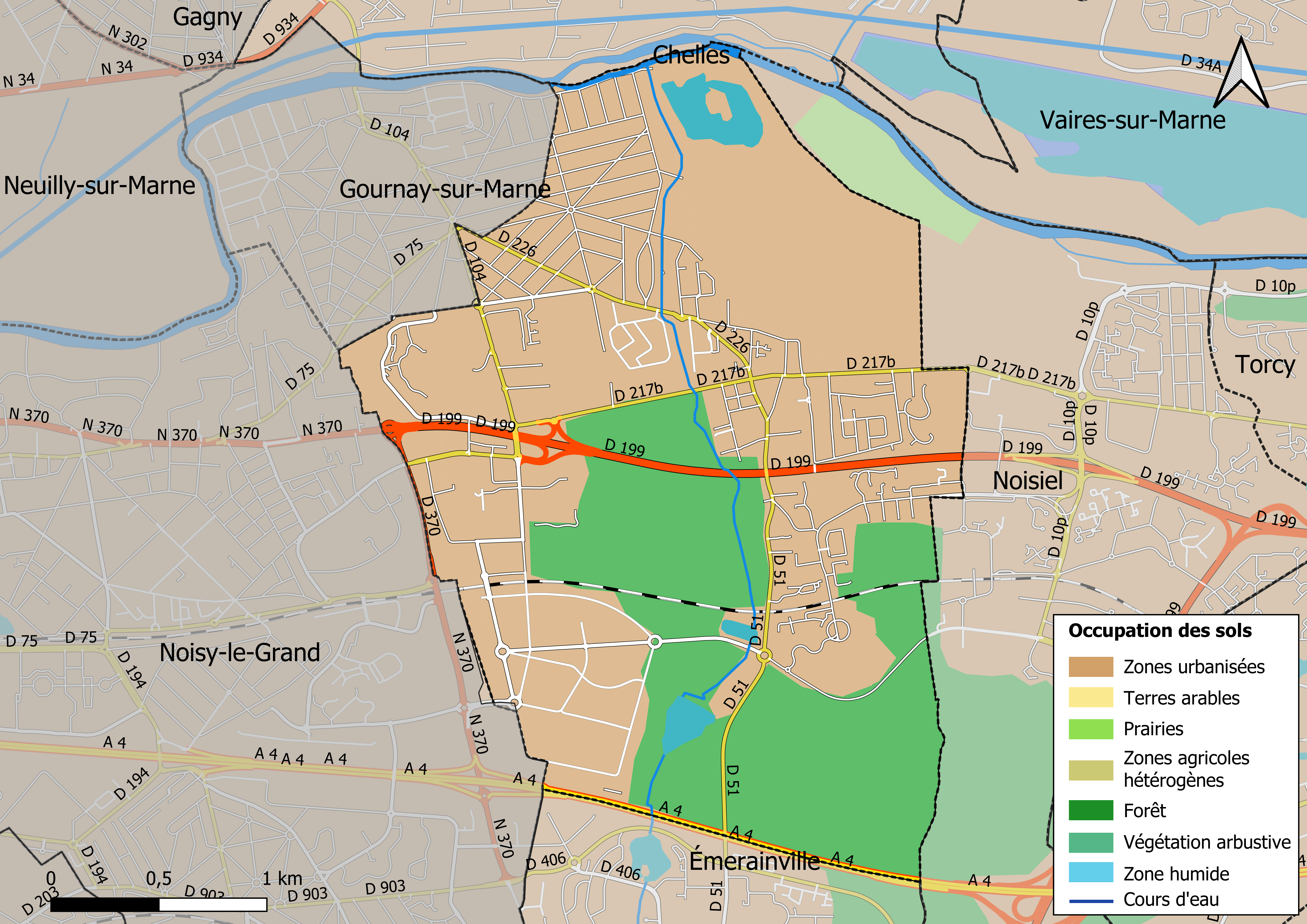
马恩河畔尚土地利用情况地图

马恩河畔尚是巴黎东部的一个卫星城。截至2024年2月，马恩河畔尚市镇范围内共有各类用人单位（包含自雇）3,616家，平均历史为11年，其中97.29%为中小型企业（PME），2023年12月至2024年2月间，当地的经济活力指数为0.55%。（电子通讯）、（电子通讯）及（交通运输）是当地2021年营业额最高的三个企业，分别为944,883,646欧元、74,505,127欧元和51,416,067欧元。

## 财政与居民收入
2022年，马恩河畔尚的财政收入总额为36,163,000欧元，财政支出总额为34,938,500欧元，当年的债务总额为12,534,400欧元。2022年，马恩河畔尚市镇通过增值税获得670,300欧元的收入，此外当地还共获得了745,160欧元的国家直接财政补助。
| 马恩河畔尚居民收入情况                           | 马恩河畔尚居民收入情况 | 马恩河畔尚居民收入情况 | 马恩河畔尚居民收入情况 |
| 内容                                             | 马恩河畔尚             | 法国                   | 统计年份               |
| ------------------------------------------------ | ---------------------- | ---------------------- | ---------------------- |
| 征税家庭总数                                     | 9,381                  | 1,081（法国市镇平均）  | 2022年                 |
| 居民平均月收入                                   | 2,658欧元              | 2,435欧元              | 2022年                 |
| 高级职员人均月收入                               | 3,914欧元              | 4,331欧元              | 2021年                 |
| 中级职员人均月收入                               | 2,504欧元              | 2,470欧元              | 2021年                 |
| 普通职员人均月收入                               | 1,903欧元              | 1,801欧元              | 2021年                 |
| 贫困率                                           | 17%                    | 14.5%                  | 2020年                 |
| 青壮年（15至64岁）失业率                         | 12.6%                  | 7.4%                   | 2020年                 |
| 征税家庭数量占比                                 | 49.4%                  | 45.5%                  | 2020年                 |
| 家庭年均纳税                                     | 3,744欧元              | 4,393欧元              | 2022年                 |
| 资料来源：INSEE、L'Internaute、Le Journal du Net |                        |                        |                        |

## 社会事务

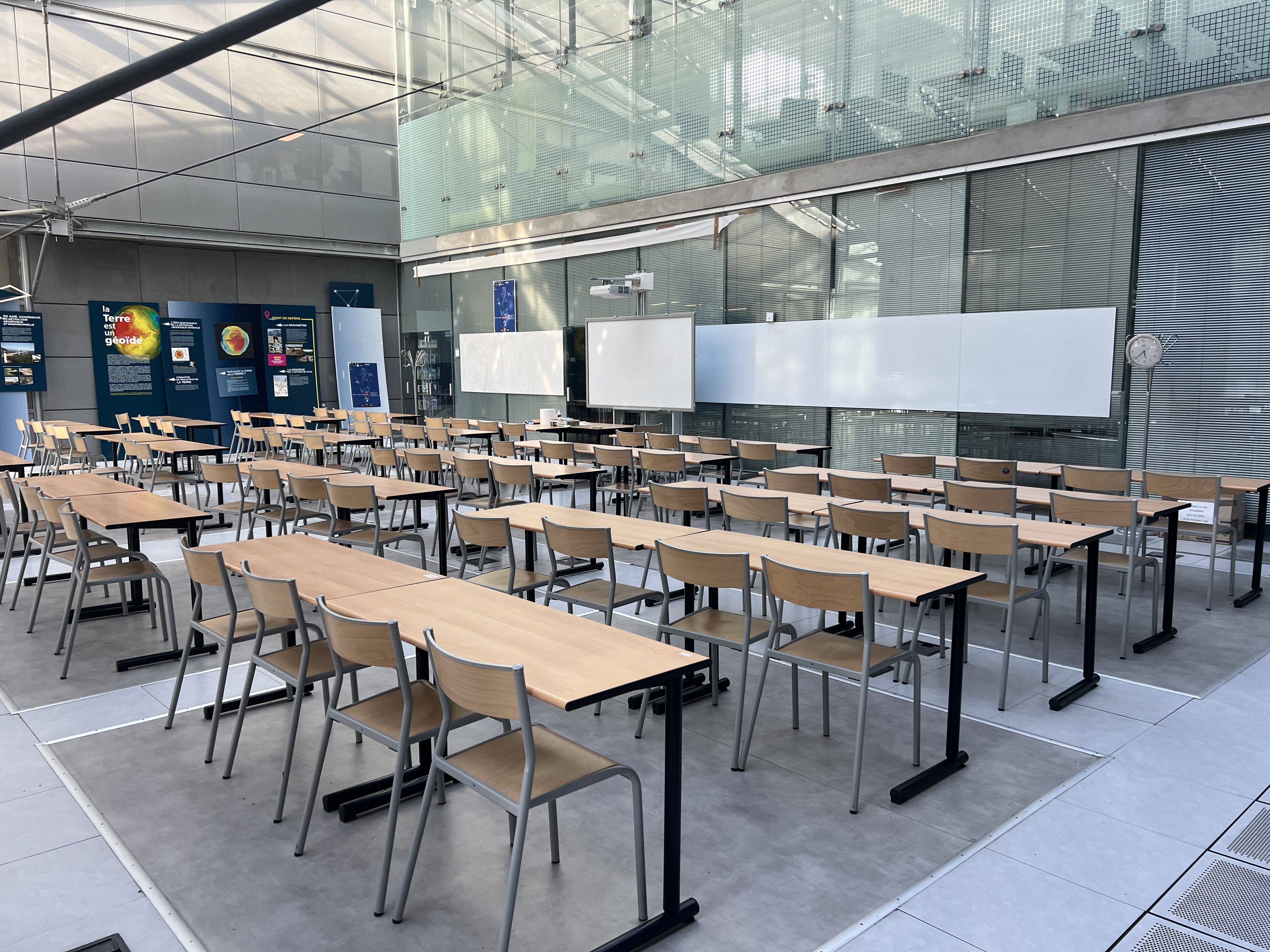
国立地理科学学校的一间教室

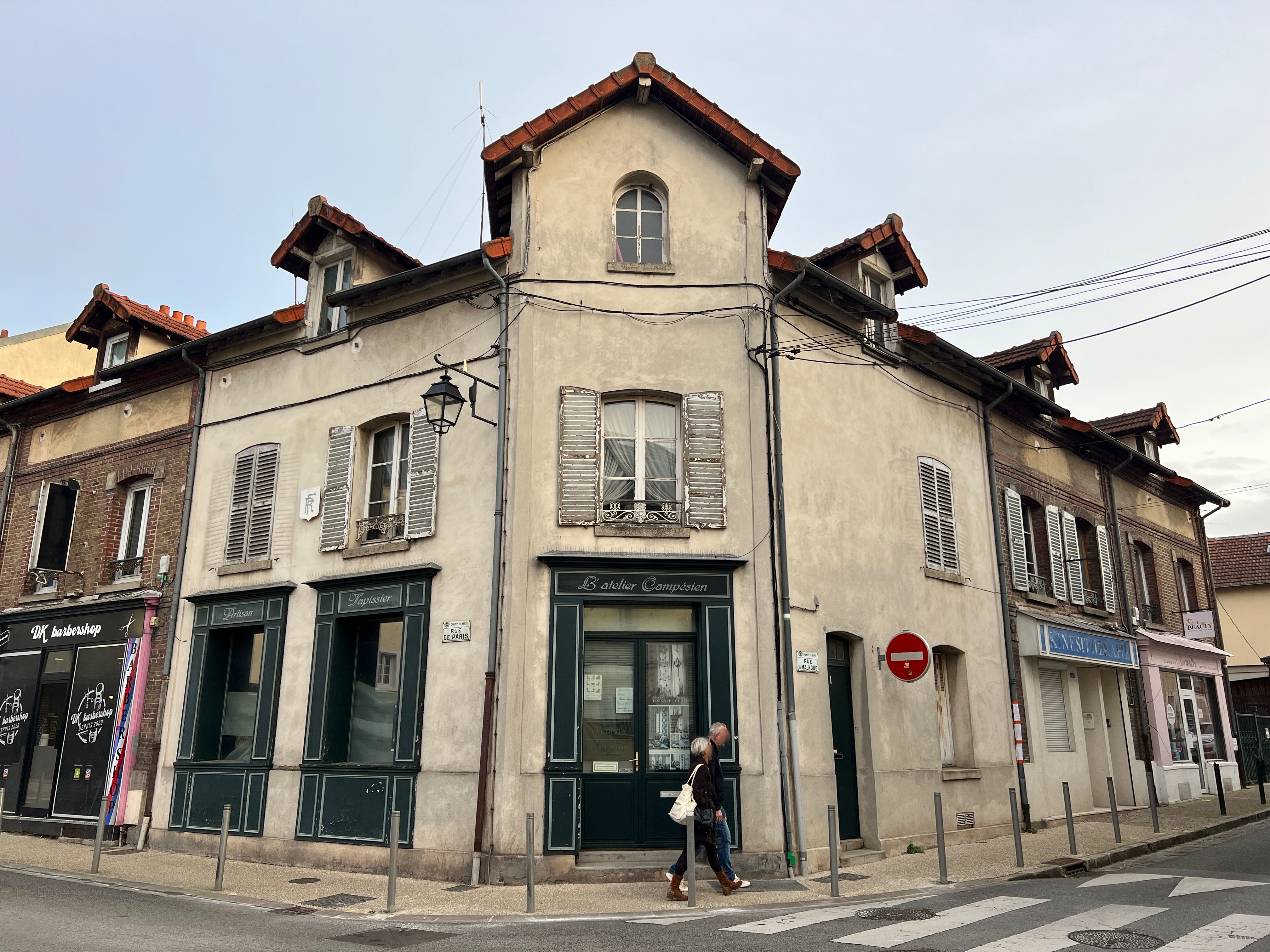
镇中心的传统民居

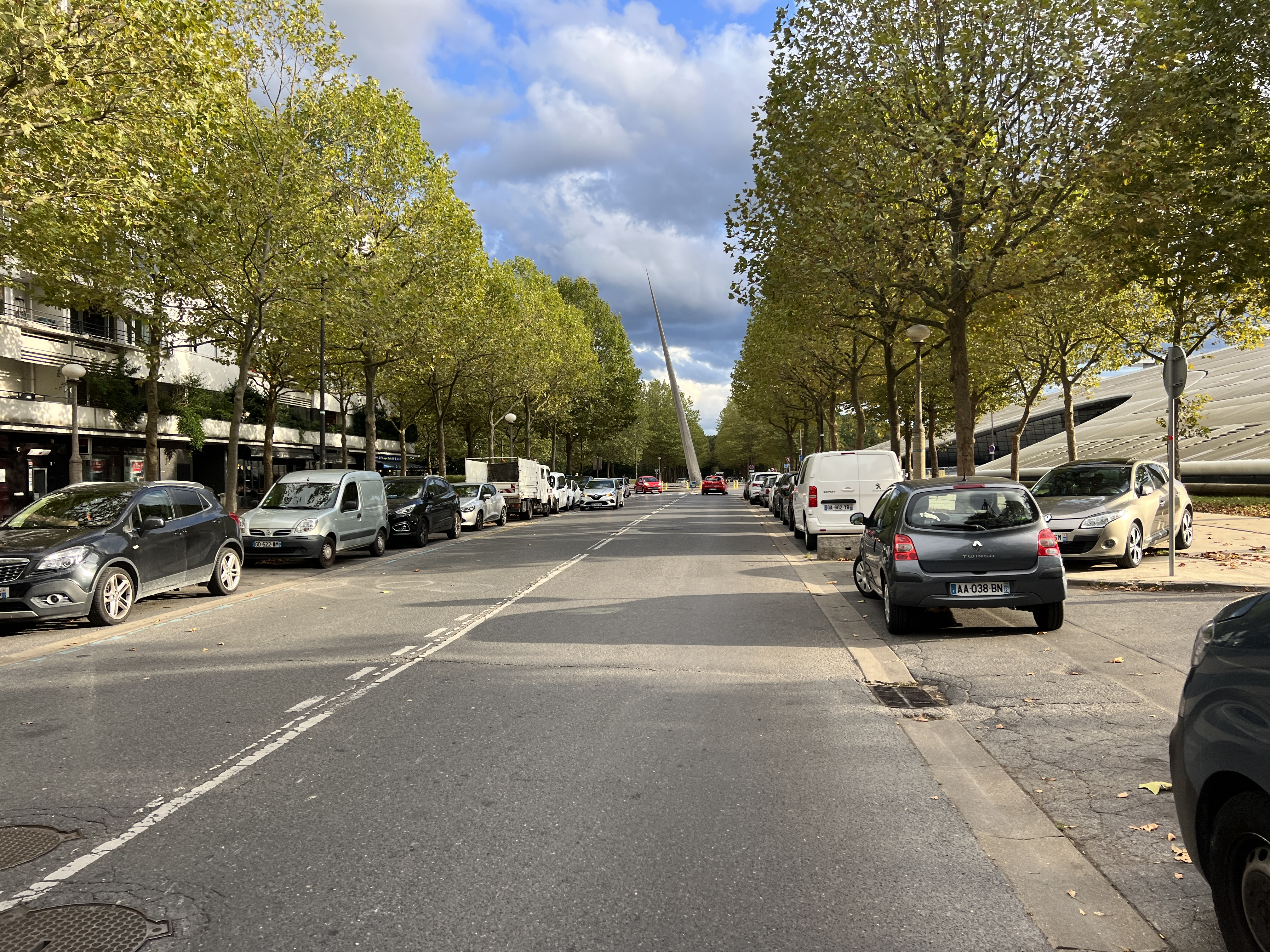
安培大街

### 教育
马恩河畔尚属于克雷泰伊学区。截至2021年1月1日，马恩河畔尚境内共有10所幼儿园、10所小学、3所初级中学和1所普通高中。 2021至2022学年度，马恩河畔尚境内共有在校中等教育阶段学生2,157名。
在高等教育方面，位于马恩河畔尚南部的笛卡尔园区是法国重要的科教园区，巴黎东-马恩拉瓦莱大学、巴黎城市规划学校、国立桥路学校、国立地理科学学校、巴黎高等电子工程师学校等高等院校均位于其境内。

### 医疗
截至2021年1月1日，马恩河畔尚境内共有全科医生16名、保健师17名、牙医13名、护士11名、皮肤科医生1名和助产士2名。境内共有药房5家、养老院2家、残疾人帮扶中心1家。
马恩河畔尚距离东部法兰西岛总医院（马恩拉瓦莱病区）的正常车程大约19分钟，后者是法国的一个区域性医疗机构，设有床位762个，是马恩拉瓦莱地区规模最大的公立综合性医院。

### 住房
2020年，马恩河畔尚境内共有各类住房11,139套，其中27.6%为独立式住宅，68.6%为集中式住宅。常住房屋占马恩河畔尚市镇范围内居民建筑总量的93.9%。
在住房保障政策方面，2022年，马恩河畔尚境内共有3,734户家庭获得了住房经济补助，受益人数占总人口数量的14.5%，其中3,697份为房租补助。

### 商业
2021年，马恩河畔尚境内共有各类实体商铺304家，其中餐厅44家、大型超市2家、杂货店6家、面包房6家、肉铺2家、书店3家、装饰品店1家、银行门店9家、美容美发店16家、汽车维修店13家。马恩河畔尚镇中心东部和西部分别建有一家Lidl超市和家乐福超市，努瓦西-尚站西侧连接大努瓦西境内的Champy商业中心。

### 体育
2021年，马恩河畔尚境内共有5间体育馆、2座综合体育场、9处网球场、7处足球或橄榄球场以及4处篮球或排球场。
截至2024年2月，马恩河畔尚境内共有四家注册足球俱乐部。马恩河畔尚体育会（AS Champs-sur-Marne，编号512073）是当地的代表性足球队，成立于1949年，其主队2023至2024赛季参加法兰西岛大区足球联赛乙组（法国第七级别），其主场为利奥内尔·于尔特比兹球场（Stade Lionel Hurtebize）。

### 环境
马恩河畔尚的环境事务由其所属的巴黎-马恩拉瓦莱城市圈公共社区联合各级政府协调负责。2021年，马恩河畔尚境内暂无污染企业。

### 治安
马恩河畔尚及其附近的共13个市镇是努瓦谢勒国家宪兵队（zone police de Noisiel）的管辖范围。2020年，该宪兵队累计记录各类案件6,456起，其中盗窃类案件3,450起，经济类案件872起，毒品交易类案件505起。

## 文化

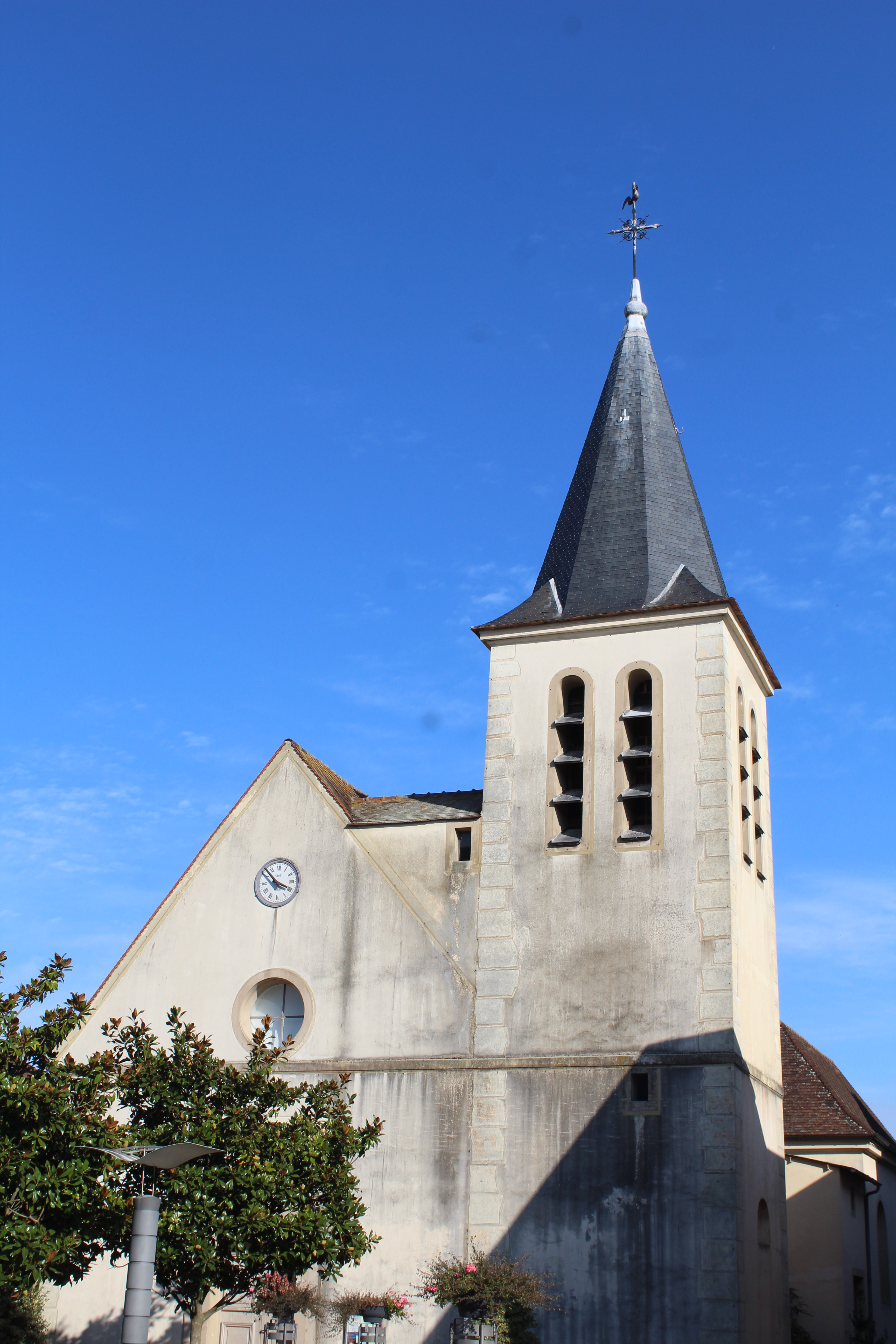
圣卢教堂

2021年，马恩河畔尚境内共有1家剧场。马恩河畔尚境内建有内勒溪多媒体中心（Médiathèque du Ru de Nesles），每周二、三、五、六向公众开放。

### 建筑
马恩河畔尚境内有多处历史建筑，其中马恩河畔尚城堡为法国国家文物保护单位，镇中心的圣卢教堂是当地的地标性建筑物。

### 旅游
马恩河畔尚的旅游事务由其所属的巴黎-马恩拉瓦莱城市圈公共社区联合各级政府协调负责。2023年，马恩河畔尚境内共有1家酒店共计110间房间。

### 媒体
法国主要的媒体均可在马恩河畔尚接收，法国电视三台下属的法兰西岛大区频道在部分时段播出马恩河畔尚所在塞纳-马恩省的地方新闻。《巴黎人报》、蓝色法兰西巴黎广播、BFM电视台法兰西岛频道等是当地主要的地方性媒体。

## 相关人物
法国作家阿尔芒·拉努逝世于马恩河畔尚。

## 友好城市
截至2024年2月，马恩河畔尚共与两座城市建立了友好城市关系：
- 西班牙 夸尔特德波夫莱特
- 英格兰 布拉德莱斯托克（法语：Bradley Stoke）